# Burlington (Iowa)
Burlington ist eine Stadt (mit dem Status „City“) und Verwaltungssitz des Des Moines Countys im US-amerikanischen Bundesstaat Iowa. Das U.S. Census Bureau hat bei der Volkszählung 2020 eine Einwohnerzahl von 23.982 ermittelt.

## Geografie und Verkehr
Burlington liegt im Südosten Iowas am westlichen Ufer des Mississippi, der die Grenze Iowas zu Illinois bildet.
Die geografischen Koordinaten von Burlington sind 40°48'29" nördlicher Breite und 91°06'57" westlicher Länge. Die Stadt erstreckt sich über eine Fläche von 39,5 km², die sich auf 37,5 km² Land- und 2,0 km² Wasserfläche verteilen.
In Burlington gibt es zwei Brücken über den Mississippi:
- auf der Great River Bridge überquert der U.S. Highway 34,
- auf der etwas stromabwärts gelegenen Burlington Rail Bridge überquert neben Güterzügen der BNSF Railway auch der California Zephyr genannte Schnellzug von Amtrak, der Chicago mit San Francisco verbindet, den Mississippi River.[4]

Nordwestlich der Stadt kreuzen der in Ost-West-Richtung verlaufende U.S. Highway 34 und der in Nord-Süd-Richtung entlang des Mississippi River verlaufende U.S. Highway 61.
In westlicher Richtung sind es bis in Iowas Hauptstadt Des Moines 278 km, nach Norden und später in Richtung Ost flussaufwärts sind es bis Davenport 126 km, in ostnordöstlicher Richtung sind es 366 km bis Chicago und nach Süden sind es stromabwärts bis St. Louis 350 km.
Der Southeast Iowa Regional Airport (IATA-Code: BRL) befindet sich am südlichen Stadtrand von Burlington. Great Lakes Airlines unterhält mehrere tägliche Flugverbindungen nach St. Louis und Kansas City.
Der größte Flughafen der gesamten Gegend ist der 116 km entfernte Quad City International Airport in Moline, einer der Quad Cities.
Der öffentliche Nahverkehr wird vom stadteigenen Unternehmen Burlington Urban Service (B.U.S.) übernommen. Greyhound Lines und Trailways Transportation System unterhalten mehrere Überlandbuslinien.

## Wirtschaft
Burlington war schon früh ein Industriestandort und Verkehrsknotenpunkt. Industriebetriebe wie der Landmaschinenbauer Case Corporation, der Technologiekonzern General Electric, der Automobilzulieferer Champion Spark Plugs und der Lebensmittelkonzern Lance Private Brands sowie die Eisenbahngesellschaft BNSF Railway zählen zu den größten Arbeitgebern der Umgebung.
Der größte Arbeitgeber ist das Great River Medical Center. Das größte Einzelhandelsunternehmen der Stadt ist Walmart.

## Geschichte

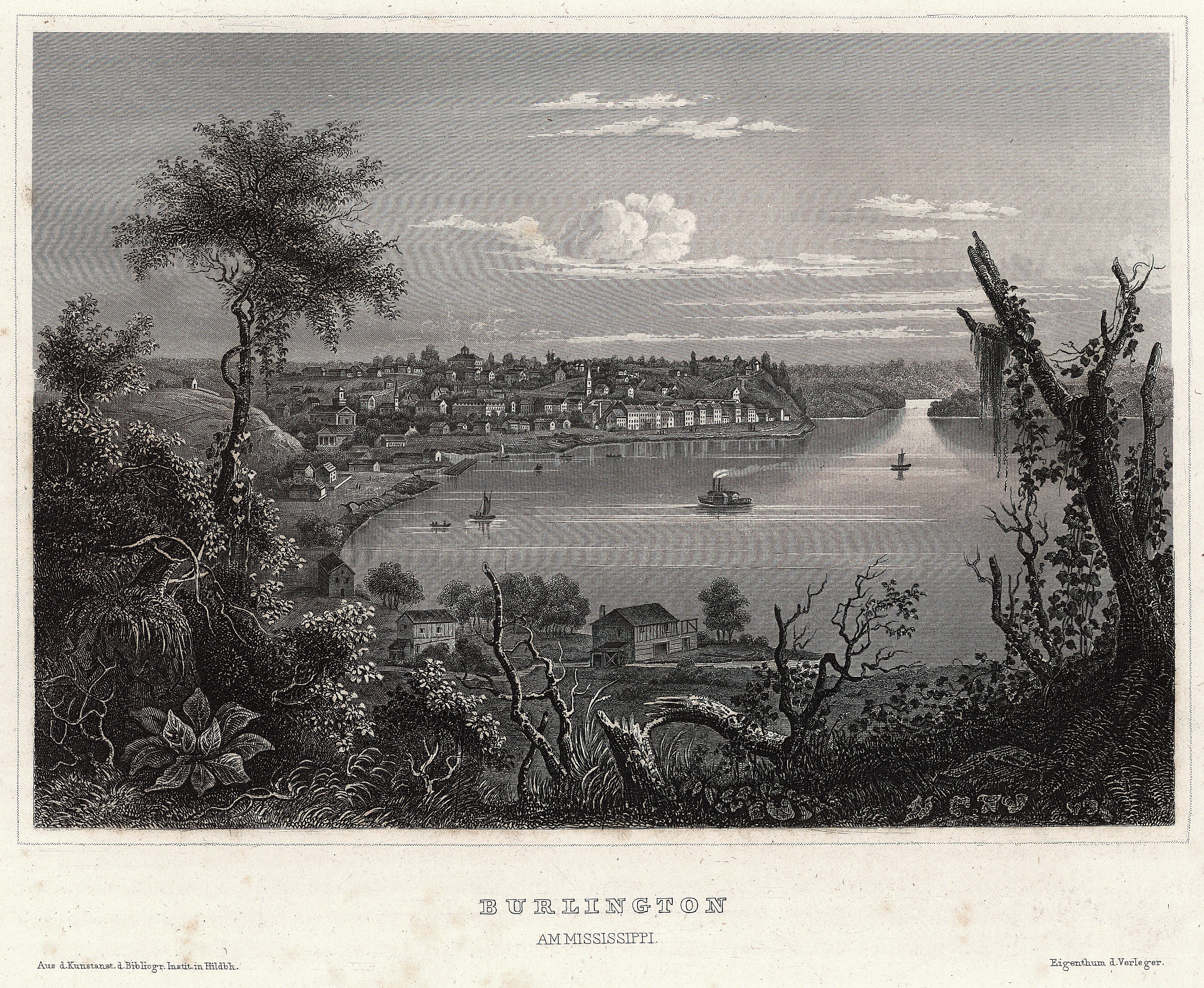
Burlington um 1860

Ursprünglich war die Gegend von den Indianern der Sauk und Fox besiedelt. Diese nannten die heute Flint Hills genannte Gegend Shoquoquon (Shok-ko-kon).
Im Jahre 1803 sandte Präsident Thomas Jefferson zwei Expeditionen zur Erkundung des Westens aus. Während Lewis und Clark dem Lauf des Missouri River folgten, drang Zebulon Pike zum oberen Mississippi River vor. 1805 landete Pike an den Höhen im Bereich des heutigen Burlington und hisste die Flagge der Vereinigten Staaten zum ersten Mal auf dem Gebiet des heutigen Iowa und schlug den Bau eines Forts an dieser Stelle vor. Aber der Vorschlag fand bei der Armeeführung keine Beachtung.
Pelzhändler der American Fur Company gründeten 1829 einen Handelsposten. Die euro-amerikanische Besiedlung der Region begann 1833 nach dem Black-Hawk-Purchase, als Samuel White und David Tothero über den Fluss kamen. A. T. Andreas schrieb im Jahre 1975, dass White eine Hütte errichtete, wo später die Front Street in der heutigen Innenstadt entlangführte. Tothero siedelte sich etwas weiter landeinwärts an. Wenig später kam William R. Ross über den Fluss und gründete einen Gemischtwarenhandel. Ross sollte das Land für die weitere Besiedlung vermessen und John Gray, der erste Landkäufer, bekam das Recht, den Namen des neu entstandenen Ortes zu wählen. Gray entschied sich für Burlington, den Namen seiner Heimatstadt Burlington in Vermont.
Im Jahre 1837 wurde Burlington kurzzeitig Hauptstadt des Wisconsin-Territoriums. Nachdem 1838 das Iowa-Territorium eingerichtet wurde, wurde Burlington die erste Hauptstadt des neuen Territoriums. Die Regierung war im Gebäude von Old Zion, der ersten Methodistenkirche in Iowa, untergebracht. Das Gebäude existiert nicht mehr, an seiner Stelle befindet sich heute eine Gedenktafel.
Hawkeye State, der Spitzname von Iowa, hat seine Wurzeln in Burlington. Der Verleger James G. Edwards änderte auf Vorschlag des Richters David Rorer den Namen seiner Zeitung The Iowa Patriot in The Hawk-Eye and Iowa Patriot. Es ist aber nicht sicher, ob bei der Namensgebung die Gestalt Hawkeye aus Der letzte Mohikaner von James Fenimore Cooper oder der berühmte Indianerhäuptling Black Hawk Pate stand.
Burlington war in der Zeit der Dampfschifffahrt auf dem Mississippi River ein geschäftiger Flusshafen und ein wichtiger Bahnhof der Chicago, Burlington and Quincy Railroad (CB&Q). Die CB&Q, die von 1848 bis 1970 existierte wurde zur Burlington Northern Railroad (BN), die 1997 zur BNSF Railway umfirmiert wurde. Auch heute noch ist Burlington ein wichtiger Eisenbahnknotenpunkt, an dem sich die entlang des Mississippi River verlaufende Nord-Süd-Strecke mit einer wichtigen Ost-West-Verbindung kreuzt.
Der wahrscheinlich markanteste Eindruck an der Silhouette der Stadt bilden die Kirchtürme. Der höchste gehört zur St. John's Cathedral, einer Kathedrale, die auf einem Hügel errichtet wurde und die Stadt überragt. Der Turm überragt das Dach der Kirche um 30 m und ist ein beliebtes Fotomotiv. Das einzige höhere Gebäude ist die Great River Bridge, deren Mittelpfeiler sich 113 m über den Mississippi erhebt.

## Bevölkerung
Nach der Volkszählung im Jahr 2010 lebten in Burlington 25.663 Menschen in 10.938 Haushalten. Die Bevölkerungsdichte betrug 684,3 Einwohner pro Quadratkilometer. In den 10.938 Haushalten lebten statistisch je 2,3 Personen.
Ethnisch betrachtet setzte sich die Bevölkerung zusammen aus 88,2 Prozent Weißen, 7,2 Prozent Afroamerikanern, 0,3 Prozent amerikanischen Ureinwohnern, 0,8 Prozent Asiaten, 0,1 Prozent Polynesiern sowie 0,7 Prozent aus anderen ethnischen Gruppen; 2,9 Prozent stammten von zwei oder mehr Ethnien ab. Unabhängig von der ethnischen Zugehörigkeit waren 3,1 Prozent der Bevölkerung spanischer oder lateinamerikanischer Abstammung.
23,7 Prozent der Bevölkerung waren unter 18 Jahre alt, 58,9 Prozent waren zwischen 18 und 64 und 17,4 Prozent waren 65 Jahre oder älter. 51,9 Prozent der Bevölkerung waren weiblich.
Das mittlere jährliche Einkommen eines Haushalts lag bei 38.329 USD. Das Pro-Kopf-Einkommen betrug 23.237 USD. 16,2 Prozent der Einwohner lebten unterhalb der Armutsgrenze.

## Bekannte Bewohner
- Tony Baker (* 1945), spielte in der National Football League bei den New Orleans Saints, Philadelphia Eagles, Los Angeles Rams und San Diego Chargers, nahm an der Pro Bowl 1969 teil
- Wallace Hume Carothers (1896–1937), Erfinder des Nylon
- James Clarke (1812–1850), Gouverneur des Iowa-Territoriums
- John M. Corse, General der Unionsarmee im Amerikanischen Bürgerkrieg
- Augustus C. Dodge (1812–1883), US-Senator von Iowa
- Henry Dodge (1782–1867), US-Senator von Wisconsin und Gouverneur des Wisconsin-Territoriums
- William Frawley (1887–1966), Schauspieler
- James W. Grimes (1816–1872), US-Senator
- Frank Hatton (1846–1894), Politiker, Postminister der USA
- Bart Howard (1915–2004), Komponist und Autor von „Fly Me to the Moon“
- James McNeal Kelly (* 1964), NASA-Astronaut
- Aldo Leopold (1887–1948), Forstwissenschaftler, Biologe und Naturschützer
- A. Starker Leopold, Forstwissenschaftler, Biologe und Naturschützer
- Max Otto Lorenz (1876–1959), Statistiker und Ökonom
- John Mickey (1845–1910), 17. Gouverneur von Nebraska
- Kay Orr (* 1939), erste Gouverneurin von Nebraska
- Robert Noyce (1927–1990), Mitbegründer von Fairchild Semiconductor und Intel, gilt als einer der Entwickler der Microchips
- Kurt Warner (* 1971), Footballspieler, zweimal mit dem MVP ausgezeichnet
- Brian D. Metzger (* 1980 oder 1981), Astrophysiker, Hochschullehrer

## Partnerstädte
Partnerstadt von Burlington ist
 Barbacena, Brasilien